# Национално знаме на Есватини
Националното знаме на Есватини е одобрено на 6 октомври 1968 година.
Цветовете имат за цел да покажат, че черни и бели хора могат да съжителстват мирно в Есватини. Червеното напомня за минали битки, синьото е изразител на мир и стабилност, а жълтото олицетворява ресурсите на Свазиленд.
В центъра на флага се намира щит на племето Емасотша, поставен хоризонтално. Зад него има жезъл, от чиито краища стърчат пискюли от пера на африкански птици. Над жезъла са 2 асегаи – традиционни копия, символизиращи защита от враговете на страната.